# Jean-Baptiste Colonna d’Istria

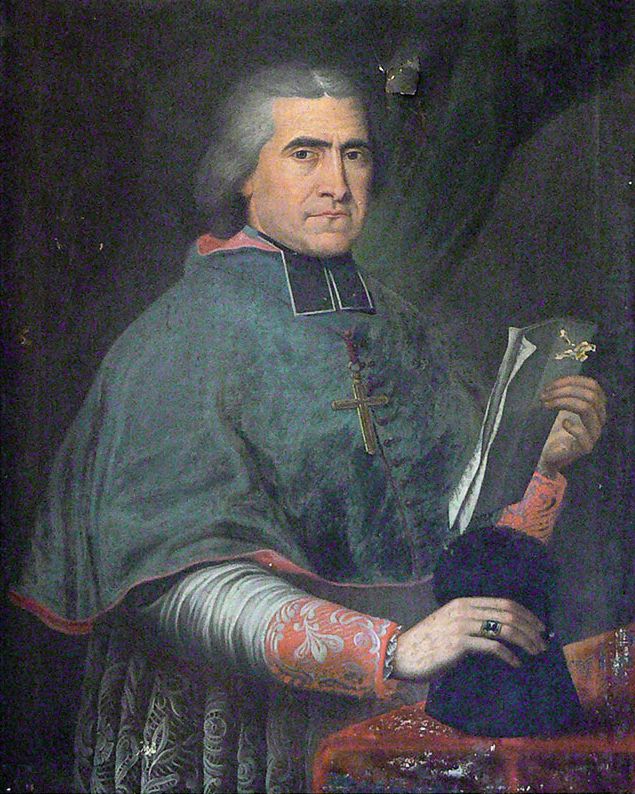

Jean-Baptiste Colonna d’Istria (* 4. September 1758 in Petreto-Bicchisano; † 2. Mai 1835 in Rom) war ein französischer römisch-katholischer Geistlicher und Bischof von Nizza.

## Leben und Werk

### Ausbildung in Korsika und Aix-en-Provence
Colonna d’Istria entstammte einer korsischen Adelsfamilie. Er wuchs in seinem Geburtsort in Südkorsika auf und besuchte die Schule der örtlichen Franziskaner. Da Korsika seit 1770 zu Frankreich gehörte, studierte er Theologie in Aix-en-Provence und schloss als Doktor der Theologie ab. Dort lernte er Charles Fortuné de Mazenod, den späteren Erzbischof von Marseille, und Joseph Fesch, den späteren Kardinal und Erzbischof von Lyon, kennen. Mazenod nannte ihn später den besten Seminaristen seiner Generation.

### Begegnung mit Napoleon und Berufung nach Nizza
Nach seiner Priesterweihe im Jahre 1782 ging er nach Pisa und Florenz. 1790 wechselte er in seinen korsischen Heimatort, leistete dort den Eid auf die Zivilverfassung des Klerus und traf 1792 im Familienkreis mit Napoleon Bonaparte zusammen, der sich von seiner religiösen Echtheit beeindruckt zeigte und ihn zehn Jahre später zum Bischof von Nizza machte. Der Ruf erreichte ihn in Rom, wo er die Zeit von 1792 bis 1802 verbracht hatte. Der Ruf war möglich geworden, weil sein im Exil lebender Vorgänger, Charles-Eugène Valperga di Maglione (1740–1803), der Aufforderung des Papstes folgend, 1801 zurückgetreten war.

### Bischof in Nizza
In seiner langen Amtszeit (1802–1833) überzeugte er durch tiefe Frömmigkeit, heiligmäßiges Leben, generöse Zuwendung zu den Armen („Vater der Armen“), aber auch durch tatkräftige Wiederaufrichtung eines Bistums, das durch die Französische Revolution daniederlag und seit Jahren verwaist war. Dreimal visitierte er das gesamte (beschwerlich zu bereisende) Bistum (1806, 1816 und 1823), wobei ihm zugutekam, dass er französisch und italienisch sprach. Zweimal logierte bei ihm Papst Pius VII., zuerst 1809 auf der Hinreise nach Fontainebleau, dann 1814 auf der Rückreise.

### Abdankung und Tod in Rom
Als Nizza 1814 wieder an das Königreich Sardinien fiel, begannen politische Kreise der Stadt gegen den französischen Bischof zu agitieren. Diesen Pressionen gab er im Oktober 1833 schließlich nach und trat von seinem Amt aus Altersgründen zurück. Er ging nach Rom in das Dominikanerkloster Santa Sabina, in dem sein Bruder Prior war. Dort starb er nach 19 Monaten im Alter von 76 Jahren ohne jeglichen Besitz.

### Ehrungen und Erinnerungsorte
Bischof Colonna d’Istria war Mitglied der Ehrenlegion, deren Großkreuz er trug. Die Inschrift einer Bodenplatte der Kirche Santa Sabina in Rom, wo er ein erstes Mal beigesetzt wurde, erinnert an ihn. Seine Überreste wurden 1853 nach Nizza überführt und ruhen heute in der Kathedrale Sainte-Réparate, wo ihm die Inschrift einer Wandplatte gewidmet ist.

## Werke
- Decretorum, monitorum, pastoralium adlocutionum. Nizza 1831.